# Teloloapan
Teloloapan (del náhuatl: telolotli y apan ‘"telolotli" piedra redonda, y apan, “sobre el agua”; por lo tanto, Teloloapan quiere decir “piedra redonda sobre el agua”.’), es una localidad mexicana del estado de Guerrero y a su vez cabecera del municipio homónimo. Se encuentra a 171 kilómetros de la capital del estado, Chilpancingo de los Bravo y está enclavada en el corazón de la Sierra Madre del Sur en la región Norte de dicha entidad.
Teloloapan es actualmente el undécimo pueblo con más habitantes del estado acumulando un total de 23,549 habitantes en 2010, de acuerdo con el último conteo y delimitación oficial realizada en conjunto por el Instituto Nacional de Estadística y Geografía, el Consejo Nacional de Población y la Secretaría de Desarrollo Social.
Se localiza en las coordenadas geográficas 18°22′04″N 99°52′26″O / 18.36778, -99.87389 a una altitud de 1,860 metros sobre el nivel de mar. A la población la atraviesa la Carretera Federal 51 que comunica en el estado a la ciudad de Iguala con Ciudad Altamirano.

## Historia

### sigloXIX

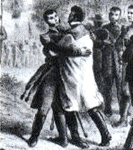
Representación del Abrazo de Acatempan entre Vicente Guerrero y Agustín de Iturbide.

Teloloapan fue centro de gran actividad y relevancia durante la guerra de Independencia de México, principalmente en su etapa de resistencia. El insurgente suriano Vicente Guerrero, comandante de dicho movimiento en su tercera etapa, tomó la plaza de Teloloapan en diciembre de 1818 luego de combatir y derrotar al militar realista José Gabriel de Armijo, comandante de las operaciones en el sur del país, quien tenía establecido su centro de operaciones en la población. Dentro de esa misma fase histórica, pero dos años después, el 28 de diciembre de 1820, el militar insurgente Pedro Ascencio Alquisiras combatió y derrotó también al ejército realista, ahora encabezado por Agustín de Iturbide, en los alrededores de la población constituyendo una de muchos triunfos que ejército insurgente lograría un año antes de darse por consumada la Independencia de México.
El 10 de enero de 1821, en la localidad de Acatempan, perteneciente al municipio de Teloloapan y cercana a su cabecera municipal, se dio el Abrazo de Acatempan entre Vicente Guerrero y Agustín de Iturbide, luego de que este último le enviara una carta solicitándole una entrevista para exponerle su programa político ante el poder que estaban teniendo las tropas insurgentes de Guerrero con sus constantes triunfos sobre los realistas. 
El 28 de marzo de 1862, ya entrado el conflicto de la Segunda Intervención Francesa en México, fuerzas conservadoras francesas iniciaron un sitio en Teloloapan. La población fue defendida por el general Eutimio Pinzón quien logró que los franceses levantaran el sitio hasta el 3 de abril.

### sigloXX
En los inicios del movimiento de la Revolución mexicana, el general Jesús H. Salgado se mantuvo al frente de la región de la Tierra Caliente y en poblaciones aledañas como Teloloapan. Es hasta el 24 de abril de 1911, cerca de un mes antes de que culminara el Porfiriato, que Salgado logra tomar la plaza de Teloloapan. Sin embargo, el mando de la población estuvo de nueva cuenta en disputa a principios de 1912 por el jefe revolucionario y las fuerzas de guarnición en conjunto del cuerpo de voluntarios del lugar siendo dispersadas las fuerzas de Salgado.
Para 1915, Teloloapan y sus alrededores fue sitio de asilo y refugio para las fuerzas de Jesús H. Salgado, las cuales habían sido derrotadas en una batalla por soldados de Martín Vicario el 19 de septiembre de ese año. Un año después, otras batallas fueron de gran relevancia en la población, como la acontecida el 20 de octubre de 1916 en la cual alrededor de 800 soldados comandados por Pedro Saavedra, Ramón Castrejon y el ingeniero Ángel Barrios se internaron en un cálido y prolongado enfrentamiento con un destacamento federal que después de doce horas lograron abatir con una sólida derrota. 
Como resultado de las diferencias entre Rómulo Figueroa Mata y el entonces gobernador de Guerrero Rodolfo Neri Lacunza en noviembre de 1923, el gobernador sostuvo pláticas con el presidente Álvaro Obregón y este último dio órdenes para que Figueroa se retirara como jefe militar. Este hecho provocó que Rómulo Figueroa se levantara en armas en poblaciones como Huitzuco y Teloloapan. Es hasta el 18 de febrero de 1924 que el gobernador Rodolfo Neri, en conjunto con el general Silvestre Castro y Valente de la Cruz, logra recuperar la plaza de Teloloapan tomada meses antes por los figueroistas.

## Demografía

### Población
Conforme al Censo de Población y Vivienda 2020 realizado por el Instituto Nacional de Estadística y Geografía (INEGI) con fecha censal del 27 de marzo de 2020, la ciudad de Teloloapan tenía hasta ese año una población total de 25148 habitantes, de los cuales, 11712 eran hombres y 13436 eran mujeres, por lo que es la tercera ciudad más poblada de la región Norte y la número 11 del estado de Guerrero.
Notas
      Fuente:Instituto Nacional de Estadística y Geografía
- Censos de población (1900 - 1990, 2000, 2010 y 2020)[13]
- Conteos de Población (1995 y 2005)[13]

### Aglomeración urbana
Considerando su aglomeración urbana, la ciudad de Teloloapan tiene una población total de 25 548 habitantes.
De acuerdo con el Censo de Población y Vivienda 2010, la ciudad de Teloloapan cuenta con una aglomeración urbana que abarca las localidades de El Tanque Alto, Colonia El Pedregal, Rincón del Sauce y Telixtac, las cuales fueron absorbidas por el continuo crecimiento físico y demográfico del centro urbano. Las localidades en cuestión funcionan como zonas suburbanas y están sujetas al núcleo poblacional que es la ciudad de Teloloapan. La población de estas localidades suman 1999 habitantes, por lo que agregados a los 23 549 habitantes de Teloloapan hacen un total de 25 548 habitantes en la mancha urbana.
| Localidad           | Población |
| ------------------- | --------- |
| Teloloapan          | 23 549    |
| Colonia El Pedregal | 1551      |
| Rincón del Sauce    | 201       |
| El Tanque Alto      | 167       |
| Telixtac            | 80        |
| Total               | 25 548    |

## Turismo

### Atractivos turísticos
La ciudad de Teloloapan cuenta con diversos sitios de interés y de atractivo turístico. Uno de los más conocidos en el área es la famosa piedra de la Tecampana, ubicada en una loma del mismo nombre, muy cerca del área conurbada de la ciudad. La particularidad de esta roca es que, al ser golpeada por otra, emite un nítido sonido similar al de una campana. 
A la roca se le atribuyen míticas leyendas de corte prehispánico. 
Otros sitios de interés en el área son las grutas del Mirador, Atlalá y las de Oxtotitlán. Los balnearios de Chapa, Tlajocotla y Atlmolonga, son balnearios construidos en los ojos de agua de la misma población; se encuentran a 10 minutos, 20 minutos y 40 minutos respectivamente del centro de la ciudad. Además cuenta con un circuito ecoturístico como es el río Oxtotitlán, la cueva del Diablo, la del chivo en Oxtotitlán.[cita requerida] En el poblado de Oxtotitlán existen pinturas rupestres olmecas, también, otro sitio de interés en dicha localidad son Los jaguares en Emiliano Zapata.[cita requerida]

## Cultura

### Festejos y tradiciones
- El 6 de enero se celebra a los Santos Reyes Magos, en el poblado de Ahuacatitlán de los Reyes, con danzas y fiesta en la plaza "Plazita" del pueblo

- Con motivo del aniversario del abrazo de Acatempan, cada 10 de enero se dan una serie de festejos en la localidad de Acatempan, ubicada a diez minutos de la ciudad. La celebración consiste en una ceremonia de representación del abrazo en un acto cívico y posteriormente se degustan platillos típicos de la región como el mole verde con tamales nejos.[15]

- El 3 de mayo, con motivo del día de la Santa Cruz, se les celebra a los albañiles de la ciudad en la colonia Chicuícuitl.[15]

- El 15 de mayo, se le celebra a San Isidro Labrador, patrono de los agricultores.[15]

- El 15 de agosto, se celebran las fiestas de Santa María de la Asunción, patrona de Teloloapan, comenzando desde el día primero de dicho mes con procesiones y desfiles por parte de distintos sectores de la población. También se da una exposición molera.[15]

- El 29 de septiembre, se le celebra a San Miguel Arcángel, en el barrio de San Miguel de la ciudad.[15]

- El 16 de septiembre, se le celebra a Los diablos de Teloloapan, en el centro de la ciudad.[15]

- El 26 de septiembre, se celebra la fiesta de Santiago Apóstol, patrono del poblado de Oxtotitlán, debido al milagro que realizó en las comunidades vecinas de dicho poblado.[15]

- El 4 de octubre, se festeja a San Francisco de Asís. Las celebraciones se llevan a cabo en la colonia Mexicapán de la ciudad con juegos mecánicos y danzas tradicionales de la región.[15]

- El 1 de noviembre, se realiza las ofrendas nuevas a los difuntos que aún no cumplen un aniversario de fallecer, se montan monumentos en casa del difunto donde se representa vida y obra del mismo, puede ser visitada por todas las personas.[15]

- El 30 de noviembre, festejos en honor a San Andrés, se llevan a cabo en la capilla del mismo nombre y en la también colonia homónima.[15]

## Educación

### Instituciones de nivel superior
En el ramo educativo, la ciudad de Teloloapan cuenta con instituciones de nivel superior del sector público y privado, que ofertan licenciaturas, ingenierías y carreras técnicas.

#### Sector público
- Escuela Normal Vicente Guerrero (ENVG).
- Universidad Pedagógica Nacional (UPN).
- Universidad Tecnológica de la Región Norte (UTRNG).
- Universidad para el bienestar Benito Juárez García (UBBJG)

#### Sector privado
- Universidad Americana de Comercio e Informática (UACI).
- Universidad Vicente Guerrero. [UVG]
- Centro Universitario de Estudios Superiores del Estado de Guerrero (CUESEG)

## Gastronomía
- Mole de Teloloapan (Feria del Mole del 13 al 15 de agosto en la cabecera municipal).
- Cajitas de arroz: pan elaborado con arroz molido dentro de un molde rectangular de papel, el molde está prendido por dos palillos de zacate (uno en cada costado), su textura al paladar es microgranulado de arroz tostado.
- Jueves de Pozole blanco y verde, acompañado de patitas de puerco a la vinagreta y mezcal para acompañar como digestor.
- Feria del pan de muerto el 1 y 2 de noviembre.
- Mole verde hecho de semillas de calabaza (las semillas son crudas, disecadas y molidas con cáscara) y tamales nejos (Nixtamal especialmente preparado con ceniza en vez de calhidratada, se lava el nixtamal, se muele y la masa resultante se envuelve en hoja de milpa.
- Mezcal de maguey hecho en Apetlanca, El Calvario y El Rincón del Sauce, pueblos del municipio de Teloloapan.
- Dulce de leche, dulce de calabaza en conserva y dulce de Chilacallota.
- Pan con nieve

Además, cabe mencionar que en el mes de septiembre se realiza exposición gastronómica en el Distrito Federal.